# Île Campana (Chili)
Ne doit pas être confondu avec Île Campana (Italie).
Pour les articles homonymes, voir Campana (homonymie).
L'île Campana, en espagnol : isla Campana, est une île située dans l'océan Pacifique au sud du Chili entre le golfe de Penas et le canal del Castillo (es). L'île est la principale île de l'archipel Campana, auquel elle a donné son nom. Avec une superficie de 1 187,8 km2, elle est par sa taille la 11e île du Chili. Elle est rattachée administrativement à la province de Capitán Prat dans la XIe région Aisén del General Carlos Ibáñez del Campo.

## Situation géographique
L'île Campana est orientée NNO-SSE et mesure 41 milles de long ; sa largeur moyenne est de 9 milles. Elle est entourée par l'océan Pacifique au nord, par le canal Fallos (es) qui la sépare de l'archipel Wellington à l'est, par le canal del Castillo qui la sépare de l'île Aldea au sud et par les eaux de l'océan Pacifique et du canal Octubre (es) qui la séparent des îles Lynch, Cabrales et Riquelme à l'ouest.